# 848 до н. е.

## Події
Похід царя Ассирії Салманасара ІІІ у Північну Сирію. Зруйновано місто Каркемиш.